# Nsesa mpanza
Nsesa mpanza är en insektsart som beskrevs av Irena Dworakowska 1974. Nsesa mpanza ingår i släktet Nsesa och familjen dvärgstritar. Inga underarter finns listade i Catalogue of Life.